# Aki Kaurismäki
Aki Kaurismäki (IPA: [ˈɑki ˈkɑurismæki]) (Orimattila, 4 aprile 1957) è un regista, sceneggiatore e produttore cinematografico finlandese.

## Biografia
Con il fratello Mika Kaurismäki ha fondato il Midnight Sun Film Festival di Sodankylä e la società di distribuzione Villealfa Filmproductions (chiamata così dal film Alphaville di Jean-Luc Godard). Nel 1981, i due fratelli dirigono il film-documentario La sindrome del lago Saimaa, girato in riva al più grande lago della Finlandia. Nel 1987, Aki dà una interpretazione 'anticapitalistica' di Shakespeare con la pellicola Amleto si mette in affari. La fiammiferaia, del 1989, racconta la solitudine sentimentale di una ragazza, operaia in una fabbrica di fiammiferi. Nello stesso anno dirige il paradossale Leningrad Cowboys Go America, road movie musicale.
Nel 1990 Kaurismäki gira Ho affittato un killer, con Jean-Pierre Léaud, presentato con successo alla mostra del cinema di Venezia. Segue Vita da bohème, in cui sembra ispirarsi più all'omonimo romanzo di Henri Murger che all'opera di Puccini, utilizzando composizioni di Wolfgang Amadeus Mozart e valzer francesi. Il 1992 è, anche per Kaurismäki, un anno molto importante. In quell'anno dirigerà il mega-concerto dei Leningrad Cowboys ad Helsinki (Total Balalaika Show), concerto che darà fama internazionale al gruppo russo/finlandese. Sul palco, insieme a loro, inoltre, l'Orchestra ed il coro dell'Armata Rossa. L'intero concerto è stato registrato ed il DVD è stato in quegli anni uno dei più venduti in assoluto (soprattutto nel nord Europa, Francia, Inghilterra, Germania e Russia), difficile però da trovare in Italia.
Nel 1994 dirige Leningrad Cowboys Meet Moses, sequel meno fortunato ma più ironico del precedente Leningrad Cowboys Go America, dove si racconta il ritorno del loro dispotico manager Vladimir (Matti Pellonpää, 1951-1995). Il manager, "scomparso" alla fine del primo film («E nessuno ne seppe più nulla [...] succede!»), convertito al cristianesimo dopo un lungo studio della Bibbia, ritorna come "Moses" e li convince a ritornare in patria. Lungo la strada le difficoltà non saranno poche; nuovamente inseguiti dalle autorità americane in seguito al "furto" del naso della Statua della Libertà, lungo il tragitto, dopo esser approdati con una improvvisata imbarcazione sulle coste francesi (nelle zone di Amiens), incontrano la nuova formazione dei Leningrad Cowboys (che, tra l'altro, è l'effettiva e tuttora esistente formazione, coloro che, ancora, calcano i palcoscenici di mezzo mondo). La vecchia formazione del gruppo finlandese, in seguito, a quanto si dice nel prologo del film, è stata uccisa dalla "tremenda bevanda", la Tequila, dopo un anno di enorme successo commerciale in Messico. Leningrad Cowboys Meet Moses è costellato da una serie di esilaranti battute e soluzioni sceniche, e, dopo mille peripezie, riusciranno a ritornare in patria.
Tatjana (1994), quasi una pellicola muta, definisce meglio il carattere surrealista del lavoro di Kaurismäki. Nel 1996 Nuvole in viaggio riscuote un discreto successo: la commedia, dai toni leggeri, parla anche di crisi economica e disoccupazione. Nel 1999 realizza Juha, adattando un classico della letteratura finlandese di Juhani Aho. Questo film, corredato da titoli esplicativi, non ha dialoghi e si presenta come un vecchio film muto. Nel 2002 il regista è premiato al Festival di Cannes con il Grand Prix Speciale della Giuria per L'uomo senza passato (Mies vailla menneisyyttä). Lo stesso film riceve la nomination agli Oscar quale miglior film straniero, ma Kaurismäki si rifiuta di partecipare alla cerimonia di premiazione, affermando di non voler festeggiare in un paese in stato di guerra. La stessa protesta si ripete nel 2006 per Le luci della sera (Laitakaupungin valot), uno dei suoi film più pessimisti e malinconici. Nello stesso anno (2006) riceve il Premio Fiesole "Maestri del Cinema".
Il suo Foglie al vento (2023) ha ricevuto il Premio della giuria al Festival di Cannes.

## Filmografia

### Cinema
- Crime and Punishment - Delitto e castigo (Rikos ja rangaistus) (1983)
- Calamari Union (1985)
- Ombre nel paradiso (Varjoja paratiisissa) (1986)
- Amleto si mette in affari (Hamlet liikemaailmassa) (1987)
- Ariel (1988)
- Leningrad Cowboys Go America (1989)
- La fiammiferaia (Tulitikkutehtaan tyttö) (1990)
- Ho affittato un killer (I Hired a Contract Killer) (1990)
- Vita da bohème (La Vie de bohème) (1992)
- Tatjana (Pidä huivista kiinni, Tatjana) (1994)
- Leningrad Cowboys Meet Moses (1994)
- Nuvole in viaggio (Kauas pilvet karkaavat) (1996)
- Juha (1999)
- L'uomo senza passato (Mies vailla menneisyyttä) (2002)
- Le luci della sera (Laitakaupungin valot) (2006)
- Miracolo a Le Havre (Le Havre) (2011)
- L'altro volto della speranza (Toivon tuolla puolen) (2017)
- Foglie al vento (Kuolleet lehdet) (2023)

### Televisione
- Likaiset kädet (1989)

### Documentari
- La sindrome del lago Saimaa (Saimaa-ilmiö), documentario diretto insieme a Mika Kaurismäki (1981)

- Total Balalaika Show (1992)

### Cortometraggi
- Rocky VI (1986)
- Thru the Wire (1987)
- Rich Little Bitch (1987)
- Those Were the Days (1992)
- These Boots (1992)
- Välittäjä (1996)
- Dogs Have No Hell – episodio di Ten Minutes Older: The Trumpet (2002)
- Bico – episodio di Visions of Europe (2004)
- La Fonderie – episodio di Chacun son cinéma - A ciascuno il suo cinema (2007)
- Tavern Man – episodio di Centro historico (2012)

## Riconoscimenti
- Festival di Cannes
  - 1996 – Menzione speciale della giuria ecumenica per Nuvole in viaggio
  - 2002 – Grand Prix Speciale della Giuria per L'uomo senza passato
  - 2023 – Premio della giuria per Foglie al vento
- Festival internazionale del cinema di Berlino
  - 2017 – Orso d'argento per L'altro volto della speranza
- David di Donatello
  - 2012 – Candidatura al miglior film dell'Unione Europea per Miracolo a Le Havre
  - 2024 – Candidatura al miglior film internazionale per Foglie al vento